# Geisenhain
Geisenhain ist eine Gemeinde im Süden des thüringischen Saale-Holzland-Kreises und Teil der Verwaltungsgemeinschaft Hügelland/Täler.

## Geschichte
Geisenhain wurde 1406 urkundlich erstmals genannt.

## Sehenswürdigkeiten
In Geisenhain steht ein historischer, aus Backsteinen gemauerter Pechofen. Er wurde bis 1927 zur Pechsiederei verwendet, ein letzter Versuchsbrand erfolgte 1934. In der Nachkriegszeit wurde der Ofen restauriert und überdacht. Als Bodendenkmal steht er unter dem Schutz und der Betreuung durch das Museum für Ur- und Frühgeschichte Thüringens.

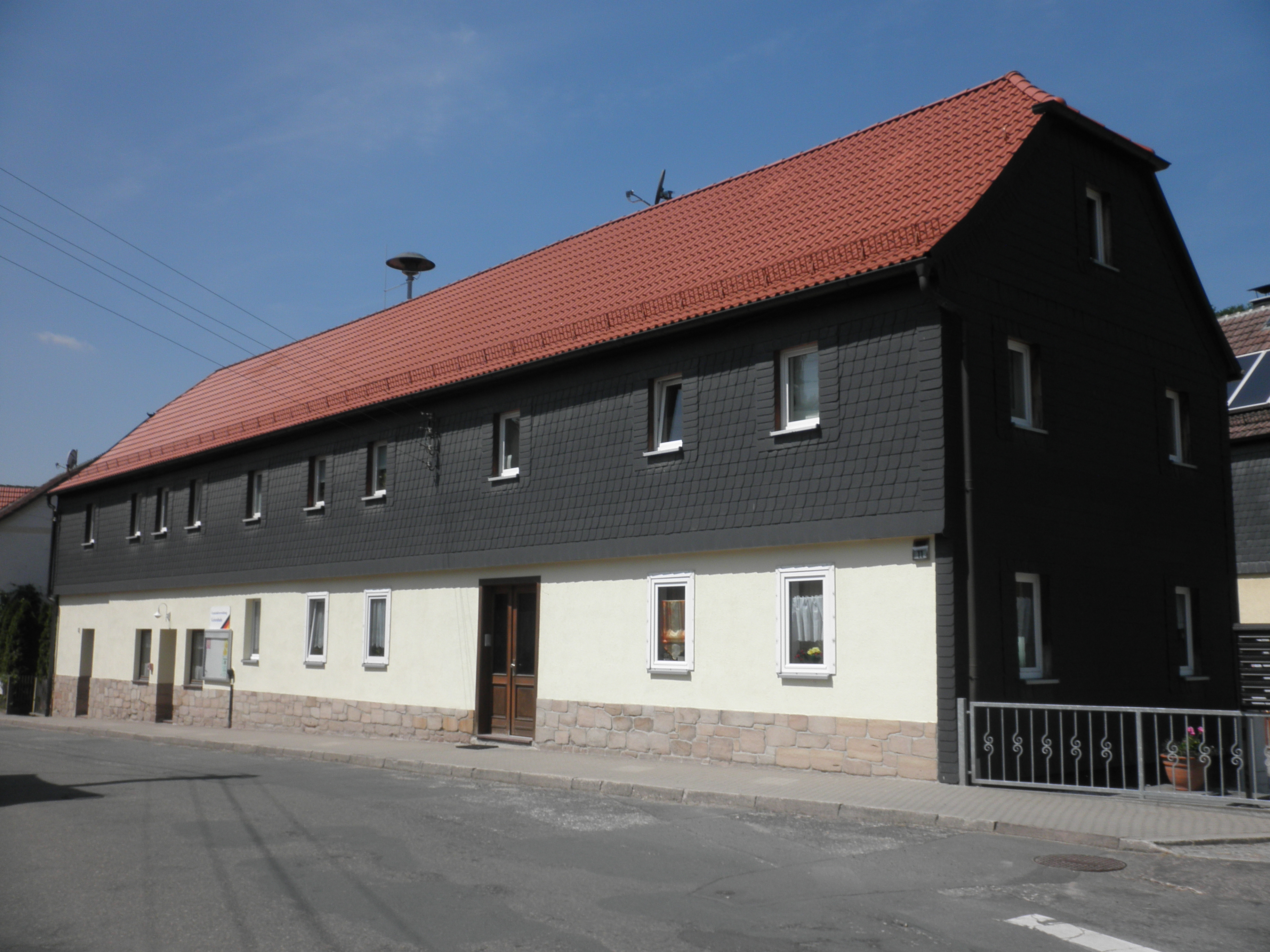
Gemeindehaus
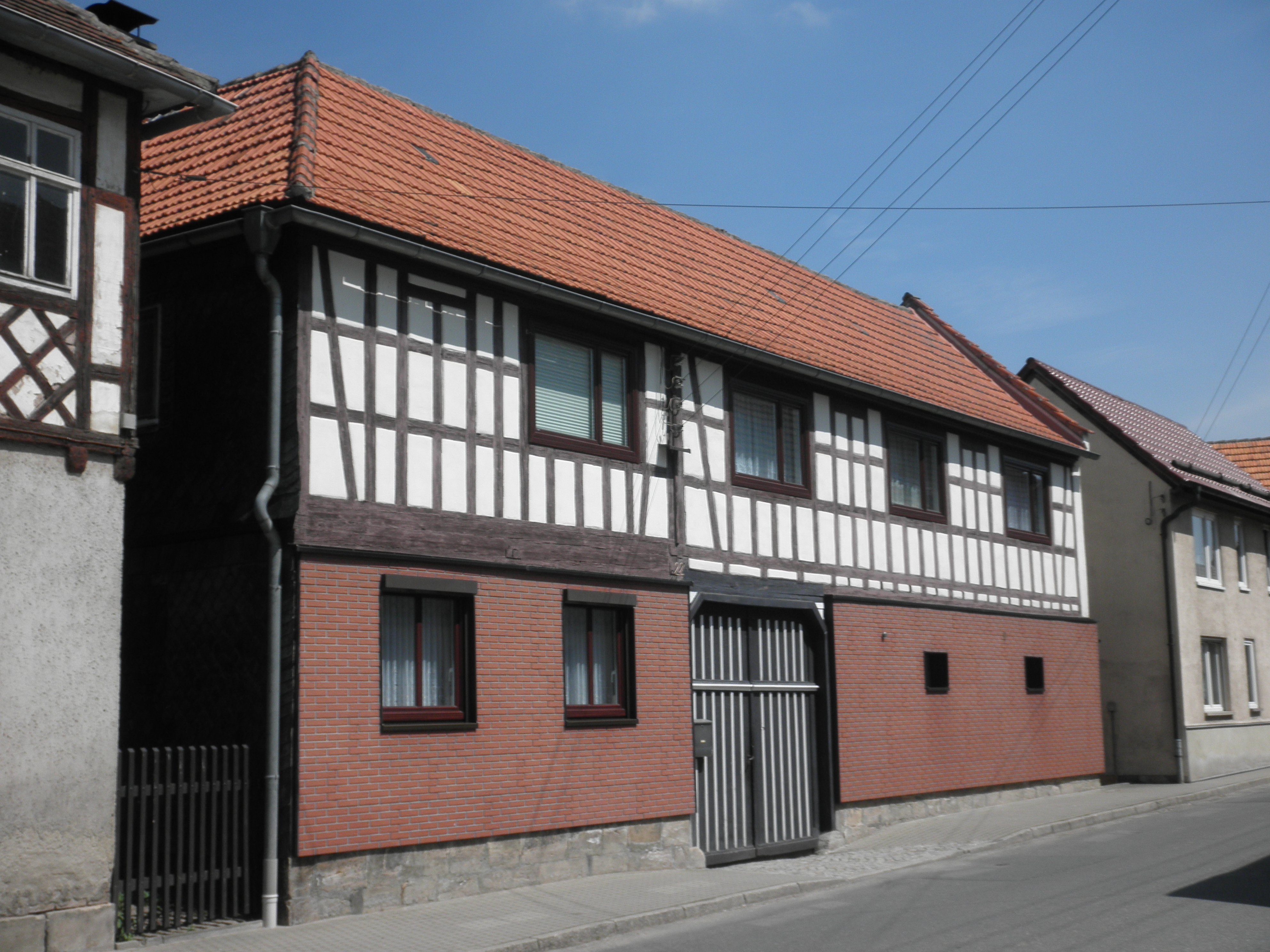
Fachwerkgebäude
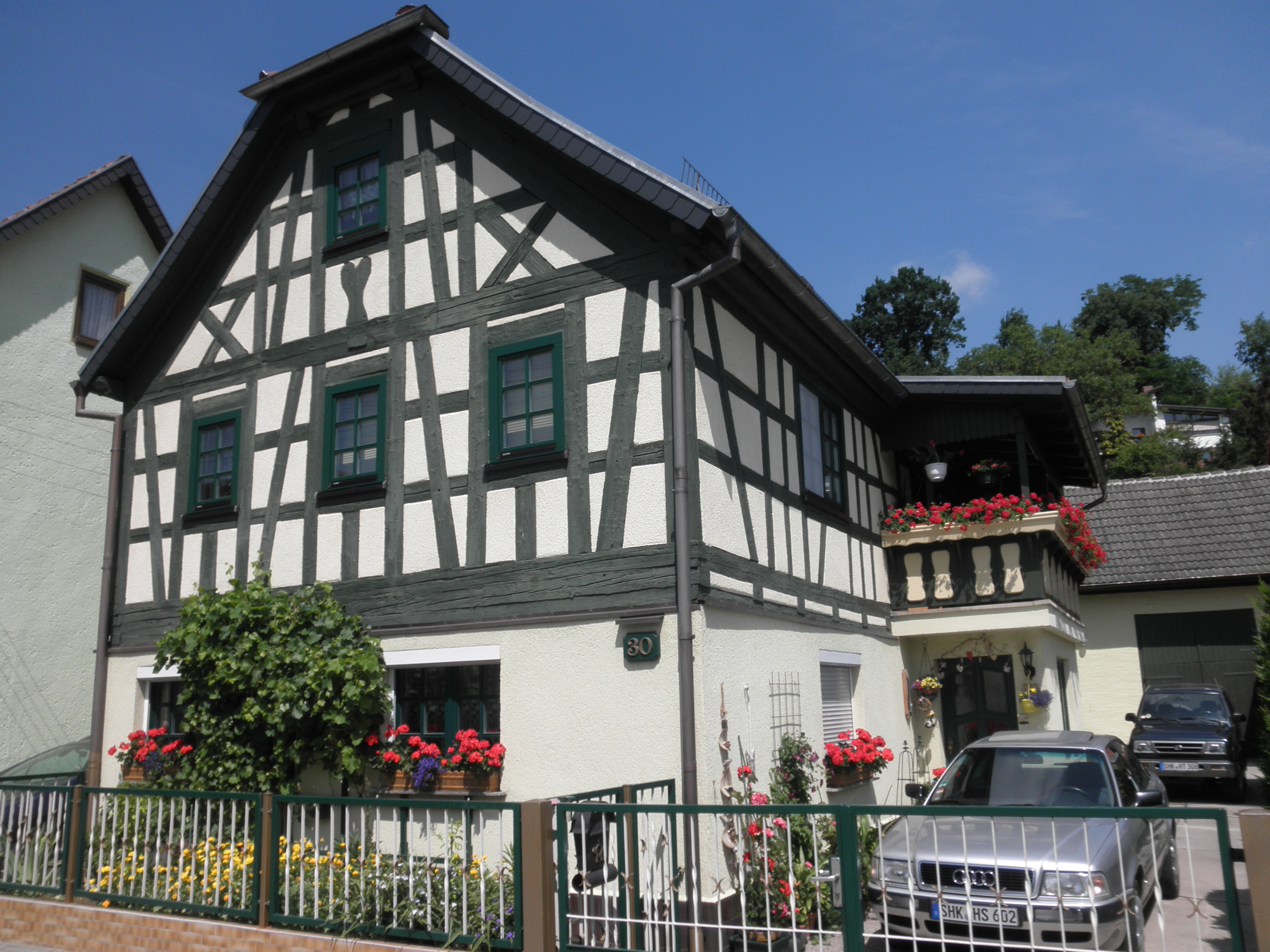
Fachwerkhaus
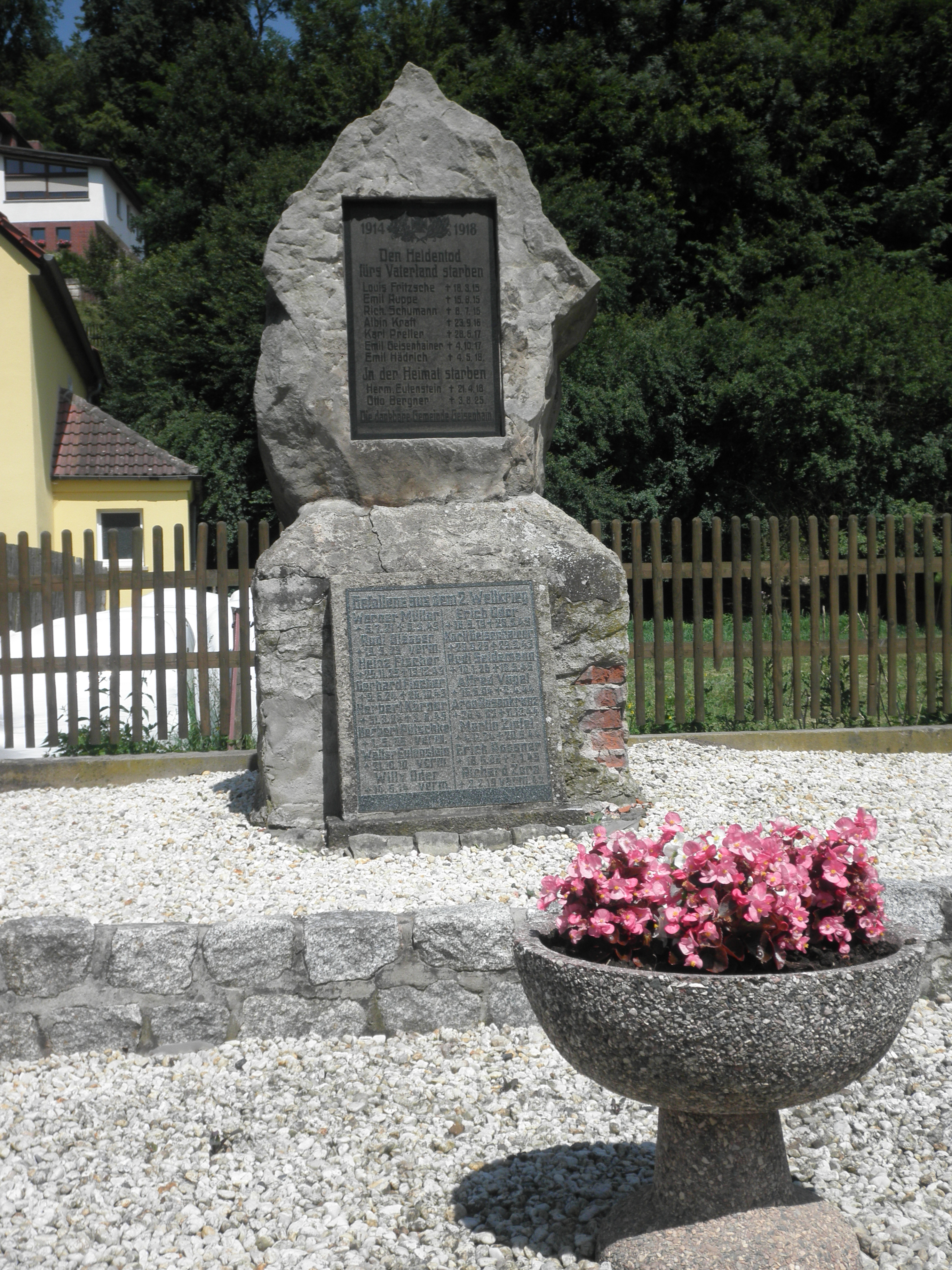
Kriegerdenkmal